# Franz-Josef Wodopia
Franz-Josef Wodopia (* 12. Dezember 1957 in Heidelberg) ist Wirtschaftswissenschaftler und Honorarprofessor an der Technischen Hochschule Georg Agricola in Bochum.
1981 legte er an der Universität Heidelberg im Fach Wirtschaftswissenschaften seine Diplomprüfung ab, 1985 promovierte er zum Dr. rer. pol. mit dem Thema „Intertemporale Produktionsentscheidungen – Theorie und Anwendung auf die Elektrizitätswirtschaft“.
1986 begann er beim Gesamtverband Steinkohle (GVSt) in Essen, drei Jahre später wechselte er zur IG BCE in Hannover, zuletzt als Leiter der Abteilung Bergbau und Energiewirtschaft. Am 1. Juli 2005 wurde er zum Hauptgeschäftsführer, zum 1. Mai 2006 zum Geschäftsführenden Vorstandsmitglied des GVSt in Herne ernannt. Vom 1. Januar 2016 bis zum 31. Dezember 2020 war er Geschäftsführer des Vereins der Kohlenimporteure (VDKi e. V.) in Hamburg und später in Berlin.
Von 2000 bis 2007 war er Ordentlicher Professor für Wirtschaftswissenschaften für Ingenieure an der Technischen Hochschule Georg Agricola in Bochum. Seitdem ist er dort Honorarprofessor. An der TH machte sich Wodopia vor allem einen Namen durch den Aufbau des dortigen Masterstudiengangs Technische Betriebswirtschaft.

## Ämter und Mandate
- Vorsitzender des Marktausschusses EURACOAL – Europäische Vereinigung für Stein- und Braunkohle
- Mitglied BDI-Ausschüsse

- Ausschuss Energie- und Klimapolitik
- Ausschuss für Rohstoffpolitik

- Mitglied des Verwaltungsrates Gesellschaft zur Förderung des Energiewirtschaftlichen Instituts an der Universität Köln
- Mitglied des Kuratoriums Forum für Zukunftsenergien
- Mitglied des Beirates Institut der Deutschen Wirtschaft

## Belege
1. ↑  gvst.de
2. ↑  kohlenimporteure.de

| Personendaten    | Personendaten                                                  |
| ---------------- | -------------------------------------------------------------- |
| NAME             | Wodopia, Franz-Josef                                           |
| KURZBESCHREIBUNG | deutscher Wirtschaftswissenschaftler und Arbeitgeberfunktionär |
| GEBURTSDATUM     | 12. Dezember 1957                                              |
| GEBURTSORT       | Heidelberg                                                     |